# Günthersdorf (Friedland)
Günthersdorf (niedersorbisch Guntarojce) ist ein Ortsteil der Stadt Friedland (Niederlausitz) im Landkreis Oder-Spree in Brandenburg. Der Ort liegt südöstlich der Kernstadt Friedland an der Landesstraße L 43.

## Geschichte

### Eingemeindungen
Zum 31. März 2001 wurde aus den Gemeinden Chossewitz, Groß Briesen, Günthersdorf, Karras, Klein Muckrow, Kummerow, Leißnitz, Lindow, Niewisch, Pieskow, Schadow, Weichensdorf, Zeust sowie der Stadt Friedland die neue Stadt Friedland gebildet. Seither ist Günthersdorf ein Ortsteil der Stadt Friedland.